# セレン酸レダクターゼ
セレン酸レダクターゼ(selenate reductase)は、セレン化合物代謝酵素の一つで、次の化学反応を触媒する酸化還元酵素である。
亜セレン酸 + H2O + 受容体 {\displaystyle \rightleftharpoons } セレン酸 + 還元型受容体
この酵素の基質は亜セレン酸、H2Oと受容体で、生成物はセレン酸と還元型受容体である。
この酵素は酸化還元酵素に属する。組織名はselenite:reduced acceptor oxidoreductaseである。